# Eustenophasma
Eustenophasma là một chi bướm đêm thuộc họ Geometridae.

## Các loài
- Eustenophasma constricta
- Eustenophasma fuscata
- Eustenophasma galeopsis
- Eustenophasma violacea